# Rolling Stone Top 200
Rolling Stone Top 200 — музыкальный чарт из 200 самых популярных музыкальных альбомов в США. Еженедельно его публикует Калифорнийский журнал Rolling Stone. Рейтинг подсчитывается по физическим и цифровым продажам (как альбома, так и песен с альбома) для учета позиции альбома, исключая "пассивное прослушивание", такое как воспроизведение радио. Рейтинг был впервые опубликован 2 июля 2019 года за неделю 21-27 июня 2019 года.
Первыми Rolling Stone Top 200 возглавили The Raconteurs с альбомом Help Us Stranger, вышедший 27 июня 2019 года.

## История
В мае 2019 года Rolling Stone объявили, что запустят свои собственные музыкальные чарты в конкуренцию с коллекцией чартов Billboard. Рейтинг основан на данных, собранных аналитической компанией Alpha Data.